# Nikólaos Andrikópulos
Nikólaos Andrikópulos (en griego: Νικόλαος Ανδρικόπουλος, 17 de abril de 1997) es un deportista griego que compite en atletismo. Ganó una medalla de plata en el Campeonato Europeo de Atletismo en Pista Cubierta de 2023, en la prueba de triple salto.

## Palmarés internacional
| Campeonato Europeo en Pista Cubierta | Campeonato Europeo en Pista Cubierta | Campeonato Europeo en Pista Cubierta | Campeonato Europeo en Pista Cubierta |
| Año                                  | Lugar                                | Medalla                              | Prueba                               |
| ------------------------------------ | ------------------------------------ | ------------------------------------ | ------------------------------------ |
| 2023                                 | Estambul (Turquía)                   | Medalla de plata                     | Triple salto                         |